# Еммануель Бельгійський
Принц Еммануель Леопольд Гійом Франсуа Марія (нар. 4 жовтня 2005, Андерлехт) — принц Бельгійський, третя дитина та другий син короля Бельгії Філіпа I та його дружини Матільди, онук Альберта II. Посідає третє місце у наслідуванні трону Бельгії.

## Біографія та походження
Принц Еммануель Бельгійський народився о 13:06 4 жовтня 2005 року в Андерлехті. Він став третьою дитиною і другим сином принца Філіпа, герцога Брабансткого та його дружини Матильди. Його вага при народженні склала 3,9 кг, а зріст 50 см. Принц був охрещений 10 грудня 2005 року в каплиці замку Кіргнон кардиналом Годфрідом Даннеелсом, архієпископом Мехелена-Брюсселя. Хресними Еммануеля стали Гійом, спадковий великий герцог Люксембурзький і тітка по лінії матері Єлизавета д'Удекем д'Акоз. При хрещенні йому було надано п'ять імен: Еммануель — традиційне бельгійське ім'я.
Леопольд — на честь прадіда короля Леопольда III.
Гійом — на честь Гійома, наслідного герцога Люксембурга.
Франсуа — на честь Святого Франциска Ассизького.
Марія — на честь Діви Марії.
На даний момент принц посідає третє місце у спадкуванні трона Бельгії, слідом за своїми старшими сестрою Єлизаветою (нар. 2001) та братом Габріелем (нар. 2003). Крім них, у сім'ї народилася ще молодша сестра Еммануеля, принцеса Елеонора (нар. 2008).
Батько Еммануеля походить із Саксен-Кобург-Готської династії. Ця династія пов'язала себе спорідненими узами з такими європейськими будинками, як Орлеанський, баварським Віттельсбахами, шведськими Бернадотами, австрійськими Габсбургами. Його мати Матільда, уроджена Матильда Марія Крістіна Жіслейн д'Удекем д'Акоз, дочка графа Патріка Анрі д'Удекем д'Акоз та польської дворянки графині Ганни Коморовської. Через свою бабусю Ганну принц пов'язаний спорідненістю з найвідомішими родами, такими як литовскі Радзивілли, литовсько-руські (українські) Чарторийські та Тишкевичі, польські Замойські, королівською династією Ягеллонів.

## Освіта
У вересні 2012 року залишив коледж Святого Іоанна Берхманс і почав навчатися у школі Кессель-ло.
У серпні 2020 року вступив до Міжнародної школи Брюсселя.